# Weezer (The Green Album)
Weezer, es tracta del tercer àlbum d'estudi de la banda estatunidenca de rock alternatiu Weezer. Generalment és referenciat com The Green Album (en català, l'àlbum verd) pel color de la portada i per diferenciar-lo del seu àlbum de debut que també era homònim. Publicat el 15 de maig de 2001, el grup va tornar a comptar amb la producció de Rik Ocasek. Al contrari que el seu predecessor, aquest treball va ser un èxit comercial a tot el món gràcies als tres senzills, i va suposar el renaixement de la banda després del fracàs comercial i crític de Pinkerton el 1996.
Primer treball amb l'absència del baixista original Matt Sharp que va deixar la banda per crear la pròpia, The Rentals, i va ser substituït per Mikey Welsh únicament per aquest àlbum.

## Informació
Després del fracàs que va suposar l'anterior àlbum el 1996, la banda va decidir prendre's un temps de descans. El líder, Rivers Cuomo, va tornar a refugiar a la Universitat Harvard i allà es va dedicar a tocar en diferents grups com per exemple Homie, on va coincidir amb Mikey Welsh. Ja el 1998, Cuomo va tornar a Los Angeles per començar a treballar en noves cançons per Weezer juntament amb Brian Bell i Patrick Wilson. El baixista baixista original Matt Sharp va decidir abandonar la banda a mitjans d'any per treballar exclusivament en la seva nova banda The Rentals, i va ser substituït per Mikey Welsh únicament per aquest àlbum. Degut a desacords creatius, el grup va entrar en una etapa de frustració per la qual van tornar a cancel·lar diversos assaigs i gravacions a final d'any. Els membres van decidir a tornar a separar-se en els respectius projectes paral·lels, Wilson amb The Special Goodness, Bell amb Space Twins i Cuomo, en una depressió aguda, es va tancar a casa seva per compondre multitud de cançons. Després d'un temps, el grup va rebre una oferta molt lucrativa per participar en el Summer Sonic Festival del Japó a l'estiu de 2000. Aquest fet va servir com catalitzador de la productivitat de Weezer i van assajar diverses demos noves. A l'estiu van realitzar diversos concerts sota el pseudònim de "Goat Punishment" per veure el resultat de les noves cançons, i també van aparèixer en diversos concerts de la gira Warped Tour.
A l'octubre de 2000, la banda va anunciar que començava el procés de gravació del seu nou àlbum amb la incògnita de si tornar a comptar amb un productor o no. La discogràfica, Geffen Records, els va recomanar que contractessin un productor tenint en compte que l'autoproducció de Pinkerton va acabar en fracàs comercial. El grup va començar a assajar i arreglar cançons que havien tocat durant els concerts de l'estiu i noves cançons que va compondre Cuomo amb Chad Bamford. Finalment van decidir tornar a comptar novament amb Ric Ocasek per a la producció i començar a gravar als estudis Cello Studios de Los Angeles al desembre. A partir d'una base de més de 70 demos, el grup en va escollir 25 per començar a treballar amb Ocasek, el qual va retallar el nombre a 18 abans de començar a gravar.
Per simbolitzar la tornada als orígens, la portada segueix el mateix estil de l'àlbum de debut (The Blue Album), de manera que apareixen els quatre membres del grup de costat mirant frontalment, d'esquerra a dreta Mikey Welsh, River Cuomo, Brian Bell i Patrick Wilson, amb la diferència que el fons és de color verd en comptes de blau. Aquesta simbologia també es fa evident amb la nota en italià que apareix en el llibret: "Torniamo all'antico e sarà un progresso", cita que pertany al compositor Giuseppe Verdi i que representa retornar al principi per tornar a avançar. L'àlbum conté la dedicatòria "In loving memory of Mykel and Carli" en referència a Mykel i Carli Allan, dues germanes seguidores del grup que van crear el seu club de fans però que van morir en un accident de cotxe l'any 1997.
La data de publicació original era el 17 d'abril però la data fou posposada pels executius de la discogràfica per desavinences amb el grup sobre quin havia de ser el primer senzill. El grup volia que fos "Hash Pipe" però la discogràfica considerava que era inapropiada pel tema que tractava i va suggerir "Don't Let Go". Finalment, el grup va aconseguir el seu propòsit i "Hash Pipe" es va llançar com a primer senzill. L'àlbum va debutar en la quarta posició de la llista estatunidenca Billboard, convertint-se en el primer treball Top 10 de la banda. Al Regne Unit va arribar a la posició 31 i al Canadà a la segona. En dues setmanes es van vendre més de 200.000 còpies i després de mig any va ser certificat com a disc de platí. El segon senzill, "Island in the Sun", va esdevenir en un dels èxits més importants de la banda a tot el món i la seva popularitat va provocar un augment de les vendes, superant el milió i mig d'unitats a final d'any. En general, les crítiques van ser positives i destacaven el retorn al so del seu àlbum de debut.

## Llista de cançons
Totes les cançons foren escrites i compostes per Rivers Cuomo. 
| Núm.          | Títol                 | Durada |
| ------------- | --------------------- | ------ |
| 1.            | «Don't Let Go»        | 2:59   |
| 2.            | «Photograph»          | 2:19   |
| 3.            | «Hash Pipe»           | 3:06   |
| 4.            | «Island in the Sun»   | 3:20   |
| 5.            | «Crab»                | 2:34   |
| 6.            | «Knock-down Drag-out» | 2:08   |
| 7.            | «Smile»               | 2:38   |
| 8.            | «Simple Pages»        | 2:56   |
| 9.            | «Glorious Day»        | 2:40   |
| 10.           | «O Girlfriend»        | 3:49   |
| Durada total: | Durada total:         | 28:20  |

Les versions del Regne Unit i del Japó incorporaven la cançó de bonificació "I Do", que prèviament havia estat cara B del senzill "Hash Pipe". La versió japonesa també incloïa la cançó "The Christmas Song", que posteriorment també s'inclouria en l'EP Winter Weezerland.

## Posicions en llista
| Llista        | Posició |
| ------------- | ------- |
| Billboard 200 | 4       |
| Noruega       | 7       |
| Suècia        | 8       |
| Àustria       | 15      |
| Finlàndia     | 22      |
| Austràlia     | 25      |
| Nova Zelanda  | 25      |
| UK Top 40     | 31      |
| França        | 42      |

## Personal
- Rivers Cuomo – cantant, guitarra principal
- Patrick Wilson – bateria, percussió
- Brian Bell – guitarra rítmica
- Mikey Welsh – baix
- Ric Ocasek – productor
- Atom Willard – tècnic de percussió
- Chris Bilheimer – director d'art
- Ken Allardyce – enginyer
- Femio Hernández i Alan Sanderson – ajudants d'enginyeria
- Vladimir Meller – masterització
- Tom Lord-Alge – mescles